# Maison de la Voûte
La maison de la Voûte est une maison située à Chartres, en France.

## Situation
L'édifice est situé dans le département français d'Eure-et-Loir, sur la commune de Chartres, place du Cygne.

## Historique
La maison date du XIIe siècle et était utilisée comme grenier à sel. Elle est constituée d'une maçonnerie avec un pilier central dont la base est un étage sous le niveau de la chaussée et la voûte à hauteur de premier étage.
L'édifice est classé au titre des monuments historiques en 1966. En 2011, il est occupé par un magasin de vêtements.

La maison de la Voûte
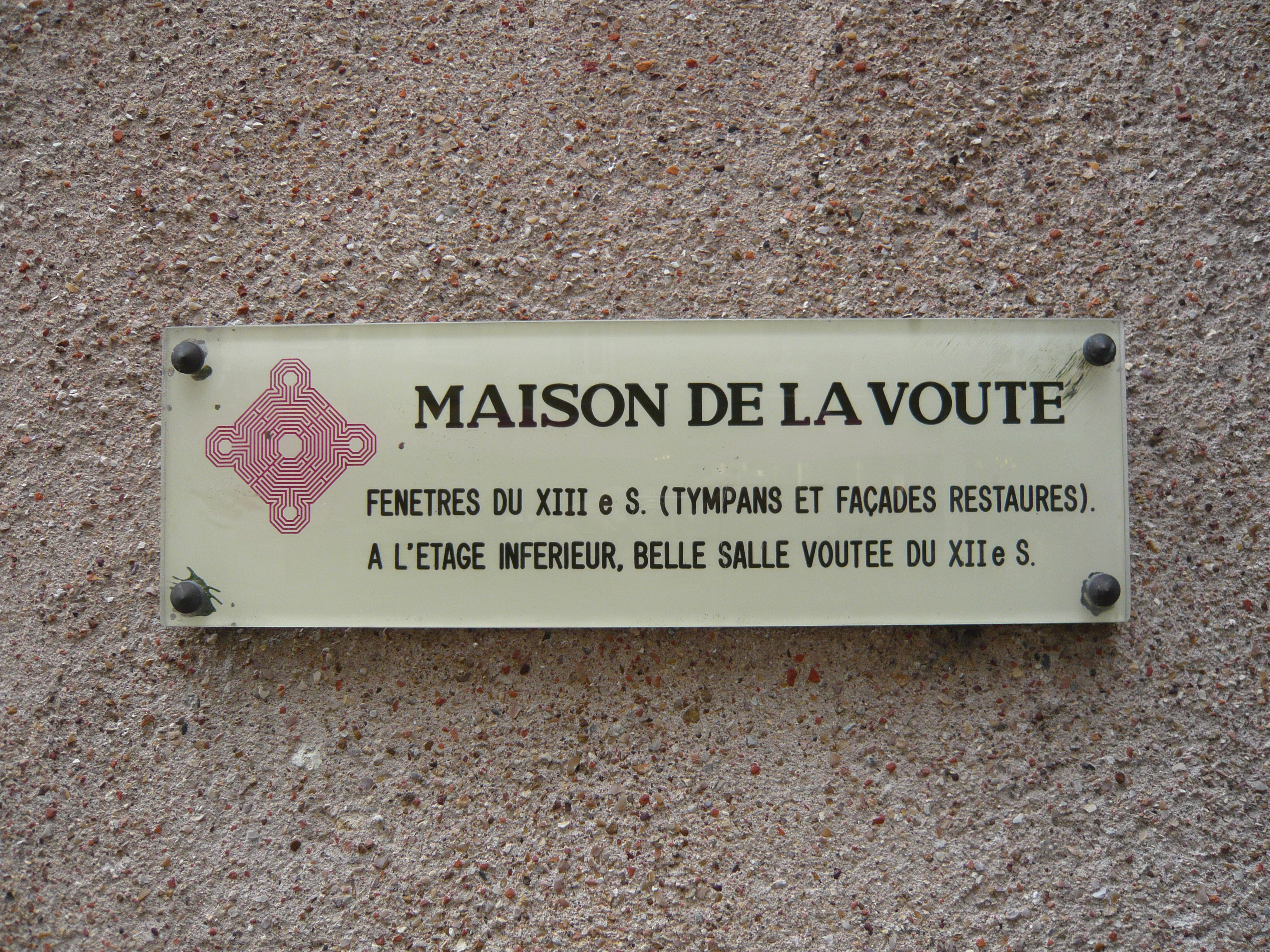
Plaque du monument historique.
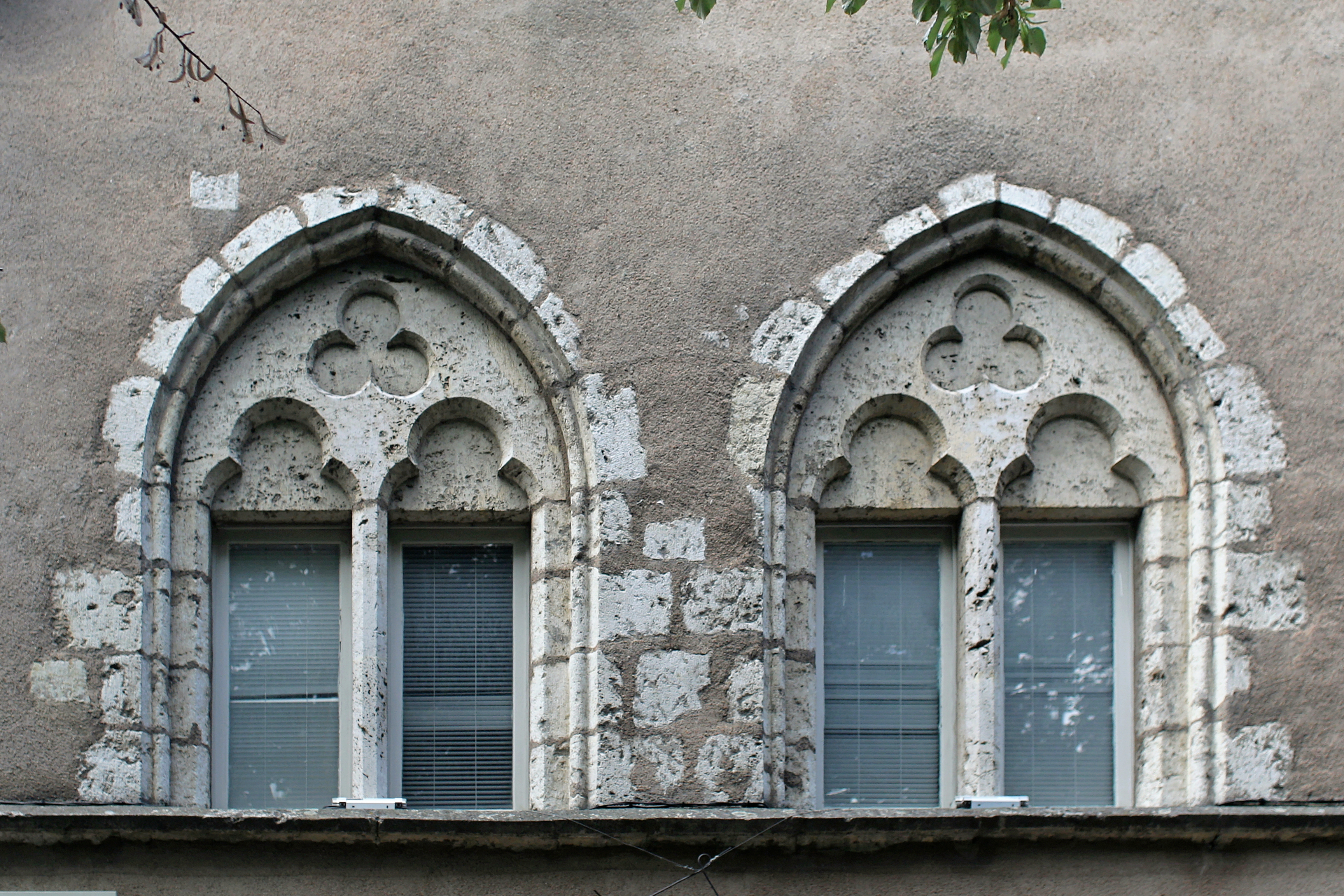
Fenêtres du XIIIe siècle.
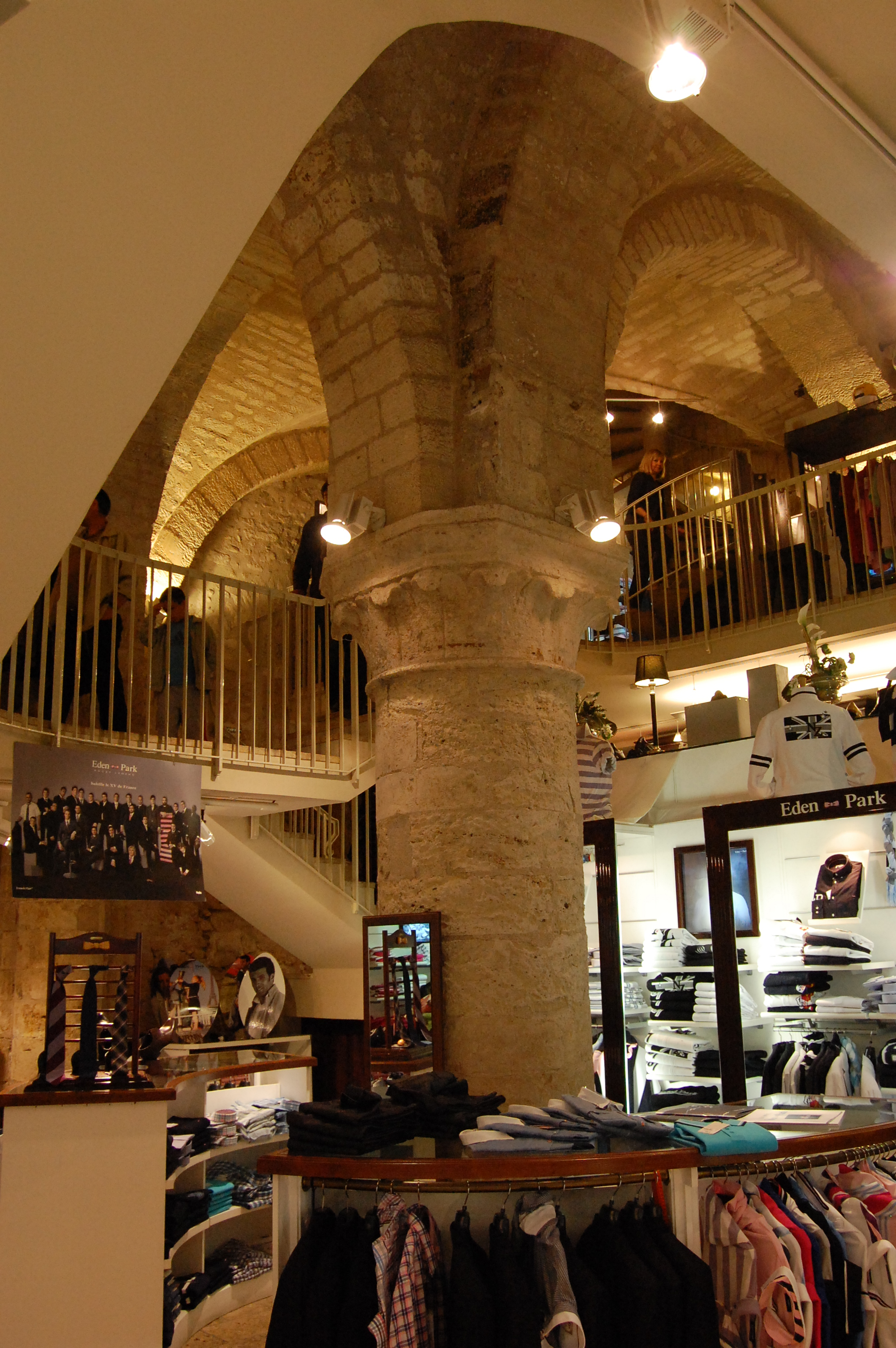
Le pilier central.
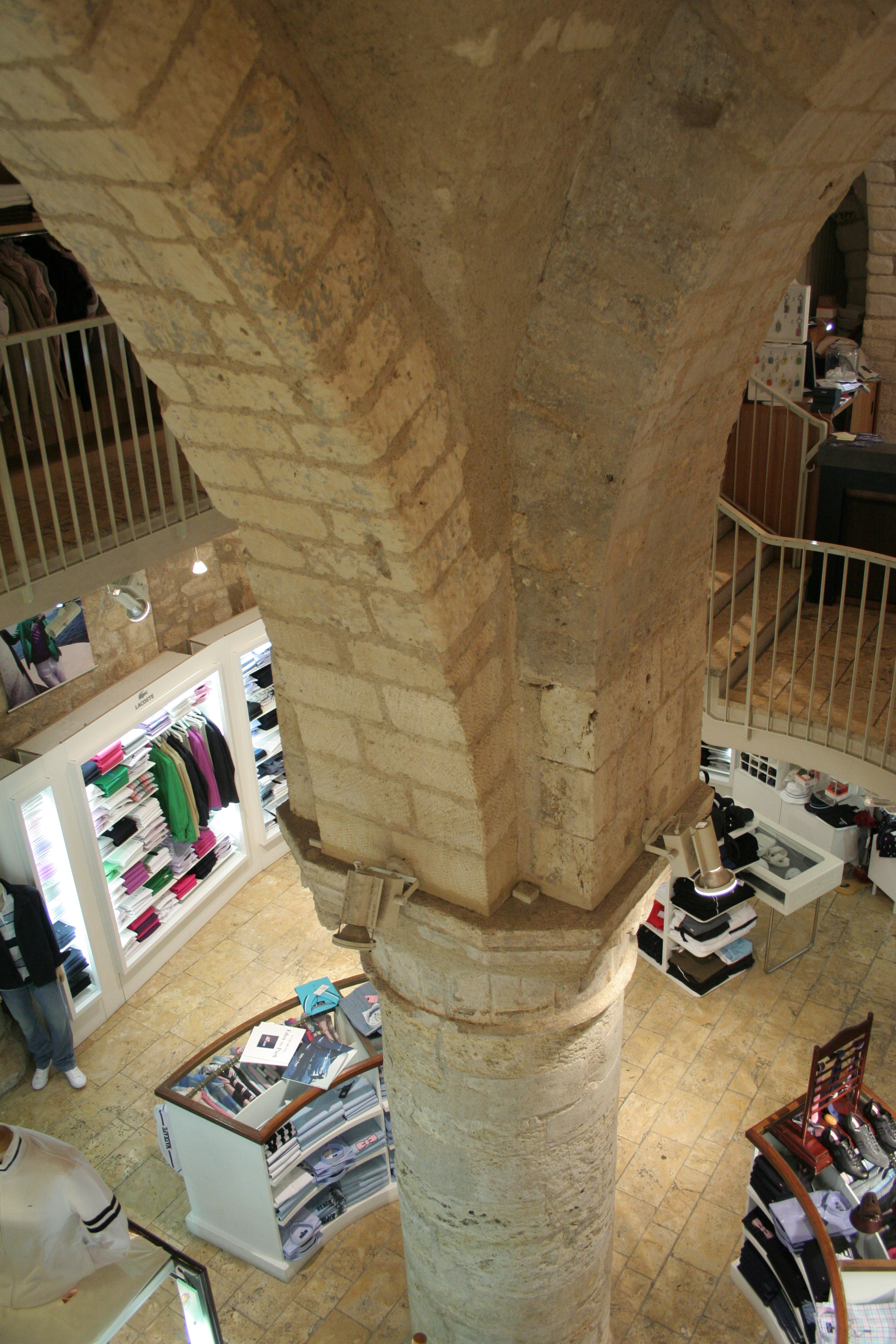
Le chapiteau et le départ des arcs.
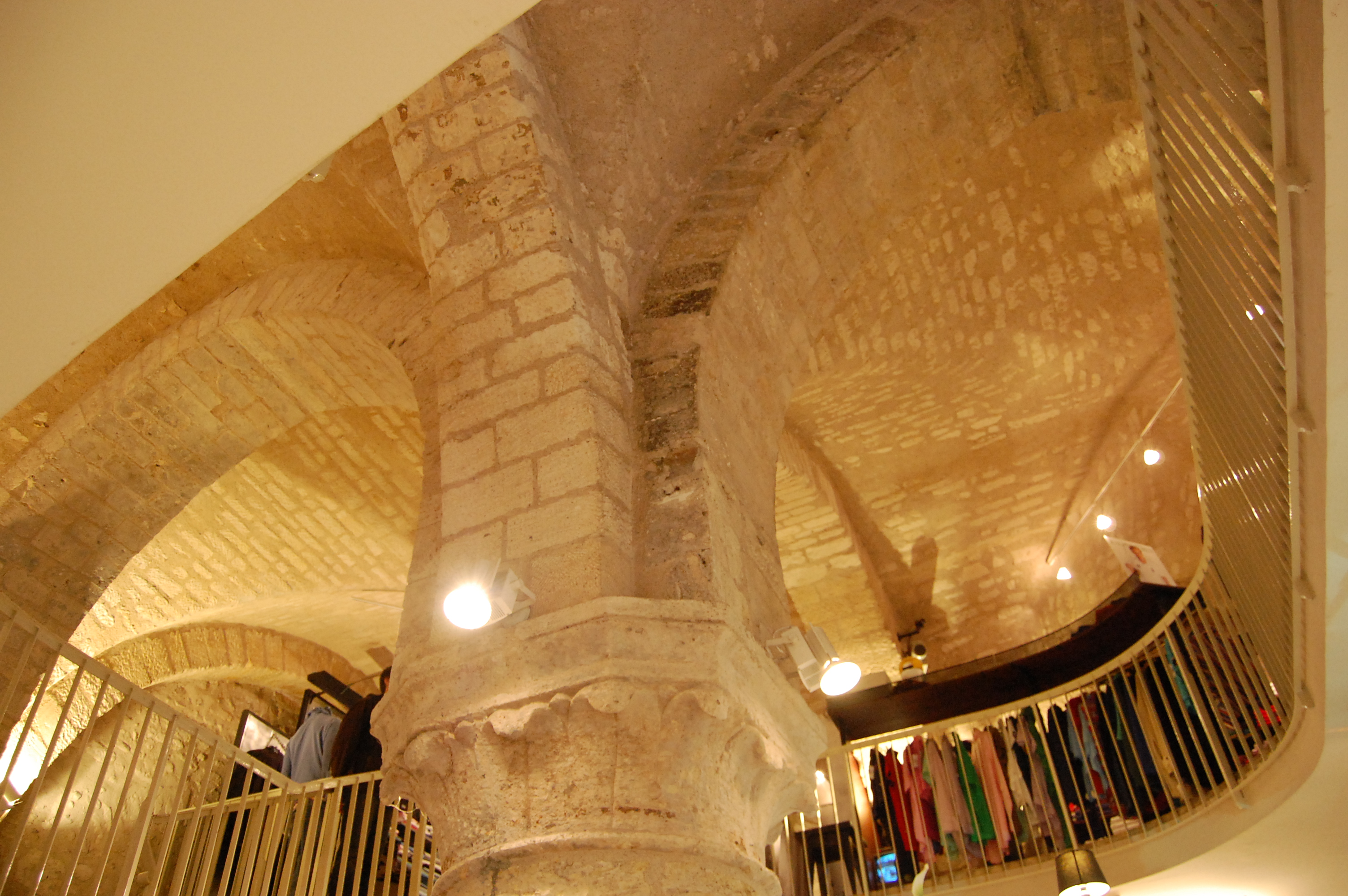
Les arcs en plein cintre.
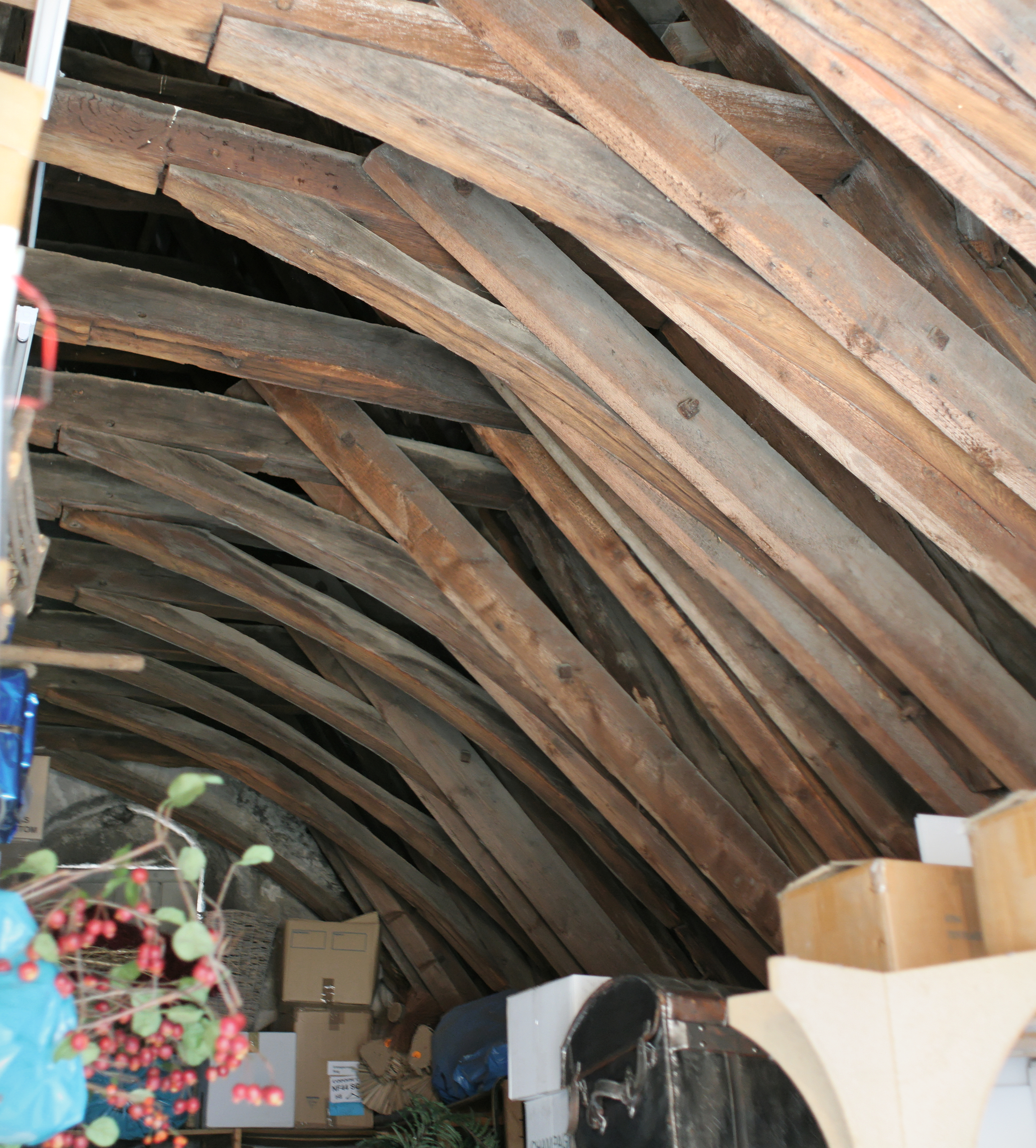
Charpente à chevrons-portant-ferme.